# Omar Caetano
Omar Caetano Otero (Montevideo, 8 novembre 1938 – Montevideo, 2 luglio 2008) è stato un calciatore uruguaiano, di ruolo centrocampista.

## Carriera

### Club
Durante la sua carriera ha giocato solo con Peñarol e New York Cosmos.

### Nazionale
Con la Nazionale di calcio dell'Uruguay ha partecipato ai mondiali del 1966 e del 1970.